# 斉藤俊彦
斉藤 俊彦（齊藤 俊彦、さいとう としひこ、1929年 - ）は、日本の乗り物史研究家。

## 略歴
熊本県生まれ。熊本大学法文学部卒業後、NHKに入社。資料センター主査。退職後、立正大学大学院に学び、1989年「近代における道路交通地理 人力車から自動車へ」で立正大学文学博士。東京交通短期大学非常勤講師を務める。また、『藤沢市教育史』編纂に参加、幼児教育部門を担当。『人力車』で1979年度交通図書賞、『轍の文化史』で1993年度自動車工業史・中尾奨学金受賞、1994年度国際交通安全学会賞受賞。近代道路交通史研究、日本地理学会、交通史学会、富士学会、自動車史研究会会員。

## 著書
- 『人力車』産業技術センター 1979
- 『のるスポーツ 自転車・馬術・ボート』スポーツ・体育ものがたり フォート・キシモト写真 岩崎書店 1990
- 『轍の文化史 人力車から自動車への道』ダイヤモンド社 1992
- 『くるまたちの社会史 人力車から自動車まで』1997 中公新書
- 『人力車の研究』齊藤俊彦 三樹書房 2014

### 共著
- 『生活の整理とくふう』狩野敏也共著 国土社(新版みつばちぶっくす)1977